# André Moreau
André Moreau (Overwinden, 1 januari 1935 - Tienen, 5 april 2023). Voormalig Schepen van de stad Tienen en Vlaams volksvertegenwoordiger.

## Levensloop
Moreau behaalde eerst het diploma van regent en later ook dat van licentiaat in politieke en sociale wetenschappen. 
Hij werd beroepshalve kindergeld- en sociaal verzekeringsfondsbeheerder.
Moreau werd lid van de PVV (in 1992 VLD en in 2007 Open Vld hernoemd) en werd voor deze partij van 1976 tot 2012 gemeenteraadslid en ook OCMW-raadslid van Tienen. Van 1976 tot 1994 was hij schepen van Tienen en van 2004 tot 2006 was hij er OCMW-voorzitter.
Bij de tweede rechtstreekse Vlaamse verkiezingen van 13 juni 1999 werd hij verkozen in de kieskring Leuven. Hij bleef Vlaams Parlementslid tot juni 2004.
Moreau was uitgever van het tijdschrift 'Democraat' en auteur van een vijftal boeken, waaronder 'Mijn Dorp en de Suikerstreek' en 'Breendonk, Anne Frank en de eindeloze levensstrijd van de joden'. 
Hij was voormalig voorzitter van de Liberale Mutualiteit in Tienen en van de Toneelkring Koninklijke Kunstkring 'De Heidebloem' Tienen.